# Ілиста (річка)
Ілиста (до 1972 року Лефу) — річка в Приморському краї. Бере початок на схилах хребта Пржевальського (гірської системи Сіхоте-Аліня), тече в північному напрямку, впадає в південну частину озера Ханка двома гирлами. Довжина річки 220 км, площа басейну 5 470 км², загальне падіння річки 839 м.
Основні притоки: Чернігівка, Мала Ілиста, Снігурівка, Абрамовка.